# Greg Davis (chính khách Mississippi)
Charles Gregory Davis, được biết như Greg Davis (sinh ngày 22 tháng 2 năm 1966) là cựu thị trưởng của Southaven ở phía bắc Mississippi, thành phố lớn thứ tư của bang ông. Ông đã đảm nhận vị trí này từ năm 1997 đến 2013. Ông là ứng cử viên của Đảng Cộng hòa cho Hội đồng quận 1 Mississippi trong cuộc bầu cử đặc biệt và tổng quát năm 2008.

## Cuộc đời và sự nghiệp
Davis được sinh ra ở Memphis, Tennessee. Ông tốt nghiệp Đại học Mississippi State tại Starkville với bằng Kỹ sư Xây dựng. Sau khi tốt nghiệp, ông bắt đầu sự nghiệp trong ngành kỹ thuật và tư vấn.
Từ năm 1991 đến năm 1997, Davis phục vụ tại Hạ viện Mississippi với các nhiệm vụ cho Ủy ban Y tế và Y tế Công cộng. Ông được bầu làm thị trưởng Southaven năm 1997 và giành được nhiệm kỳ thứ tư vào năm 2009. Năm 2008, ông bắt đầu chiến dịch lấp đầy ghế của Đại diện Hoa Kỳ Roger Wicker, người đã được bổ nhiệm vào Thượng viện Hoa Kỳ sau khi ông Trent Lott từ chức. Chính ban đầu là một cuộc đua ba ứng cử viên dẫn đến một cuộc tranh cử chính giữa Davis và cựu thị trưởng Glenn McCullough của Tupelo. Davis đã giành chiến thắng trong cuộc bầu cử và do đó trở thành ứng cử viên của đảng Cộng hòa trong bầu cử đặc biệt.
Vào ngày 4 tháng 6 năm 2013, Davis mất quyền tham gia nhiệm kỳ thứ năm với tư cách là thị trưởng của Southaven và được Darren Musselwhite tiếp tục, có hiệu lực vào ngày 28 tháng 6 năm 2013.